# Phyllomedusa rohdei
Phyllomedusa rohdei är en groddjursart som beskrevs av Mertens 1926. Phyllomedusa rohdei ingår i släktet Phyllomedusa och familjen lövgrodor. IUCN kategoriserar arten globalt som livskraftig. Inga underarter finns listade i Catalogue of Life.